# 호로자식을 위하여
《호로자식을 위하여》는 한국에서 제작된 윤혜렴 감독의 2009년 드라마, 스릴러, 가족 단편 영화이다. 박세종 등이 주연으로 출연하였다.

## 줄거리
냉정한 엄마가 아이의 머리를 향해 총을 겨누는 장면을 그린 단편 영화이다.

## 등장 인물

### 주인공
- 박세종 : 아들 역
- 장설하 : 엄마 역
- 김희경 : 누나 역

## 기타
- 프로듀서: 류훈
- 녹음: 안근영